# Burning (羊文學歌曲)
Burning是日本搖滾樂團羊文學的單曲，在2024年7月3日由F.C.L.S.發行。本曲亦為電視動畫《【我推的孩子】》第2季的片尾曲。

## 背景與發行
2024年6月30日，在東京千代田區丸之內皮卡迪利舉行的《【我推的孩子】》第2季首映活動上宣布了動畫第2季的片尾曲，即由羊文學演唱的Burning。該曲首次出現在同一天上傳的第2支預告片中。Burning於2024年7月3日，也就是動畫首播當天，在數位下載和串流平台上發布。

## 音樂錄影帶
Burning的音樂錄影帶於2024年7月3日在羊文學的YouTube頻道上首播，剛好是《【我推的孩子】》第2季第1集播放結束後。該影片由石原海執導。

## 現場表演
羊文學於2024年7月3日在亞洲巡迴演唱會的新加坡演出中首次現場演唱了Burning，與歌曲發布的日期同一天。

## 排行榜
| 排行榜（2024年）         | 最高位 |
| ------------------------ | ------ |
| 日本（Japan Hot 100）    | 82     |
| 日本（Oricon數位單曲榜） | 15     |

## 來源
1. ↑  . Otaku Lab. 2024-06-30  [2024-07-06]. （原始内容存档于2024-07-11） （日语）.
2. ↑  . Music Natalie. 2024-06-30  [2024-07-06]. （原始内容存档于2024-07-11） （日语）.
3. ↑  . The First Times. 2024-07-02  [2024-07-06]. （原始内容存档于2024-07-03） （日语）.
4. ↑  . Encore. 2024-07-04  [2024-07-06]. （原始内容存档于2024-07-06） （日语）.
5. ↑  . Billboard Japan.   [2024-07-17]. （原始内容存档于2024-09-26） （日语）.
6. ↑  . Oricon.   [2024-07-10]. （原始内容存档于2024-07-11） （日语）.

## 外部連結
- YouTube上的《【我推的孩子】》第2季無字幕片尾曲Burning影片